# یادمان قربانیان تروریسم
یادمان قربانیان تروریسم (عبری: אנדרטת חללי פעולות האיבה‎) یک یادمان به غیرنظامیان یهودی یا غیریهودی که قربانی تروریسم در کشور اسرائیل یا سرزمین اسرائیل (از سال ۱۸۵۱ تاکنون) بوده‌اند اختصاص دارد. این یادمان در سال ۱۹۹۸ ساخته شد و در کوه هرتسل در اورشلیم قرار دارد.